# Friedrich Ludwig Wachler
Friedrich Ludwig Wachler (ur. 5 listopada 1797 w Rinteln, zm. 26 lutego 1865 w Ozimku) – niemiecki hutnik, dyrektor hut, autor publikacji o hutnictwie.

## Życiorys
Pochodził z rodziny o korzeniach turyngskich. Uczył się w Marburgu (jego ojciec, Johann Friedrich Ludwig był na tamtejszym uniwersytecie wykładowcą i profesorem teologii oraz historii). W 1816 rodzina przeniosła się na Śląsk, gdzie zainteresował się hutnictwem. Podjął naukę w tej dziedzinie w Chorzowie. Pracował w Hucie Królewskiej. W 1824 został starszym mistrzem w Rybniku. W 1829 został pisarzem hutniczym i przyjechał do Ozimka, gdzie związał się do końca życia z Hutą Małapanew. W 1834 wszedł w skład zarządu tego zakładu. W 1840 objął stanowisko dyrektora tej huty (po Ludwigu Birnbaumie). W 1850 został wyższym inspektorem hutniczym i kierował Urzędem Hutniczym, jak również hutami w Ozimku, Dębskiej Kuźni oraz Jedlicach. Za jego zarządu unowocześniono i rozbudowano wszystkie te zakłady. Oprócz zarządzania zakładami przemysłowymi zajmował się publikowaniem książek oraz podręczników z zakresu hutnictwa (m.in. w 1855 wydał pracę na temat hutnictwa na Śląsku, a w 1856 historię huty Małapanew). Krótko przed śmiercią awansowano go na stanowisko radcy górniczego. Pochowano go na nowym cmentarzu ewangelickim w Ozimku (spoczywa tam wraz z żoną). Nagrobek Wachlerów odrestaurowano staraniem Stowarzyszenia Dolina Małej Panwi w 2011.

## Publikacje
Wybrane publikacje:

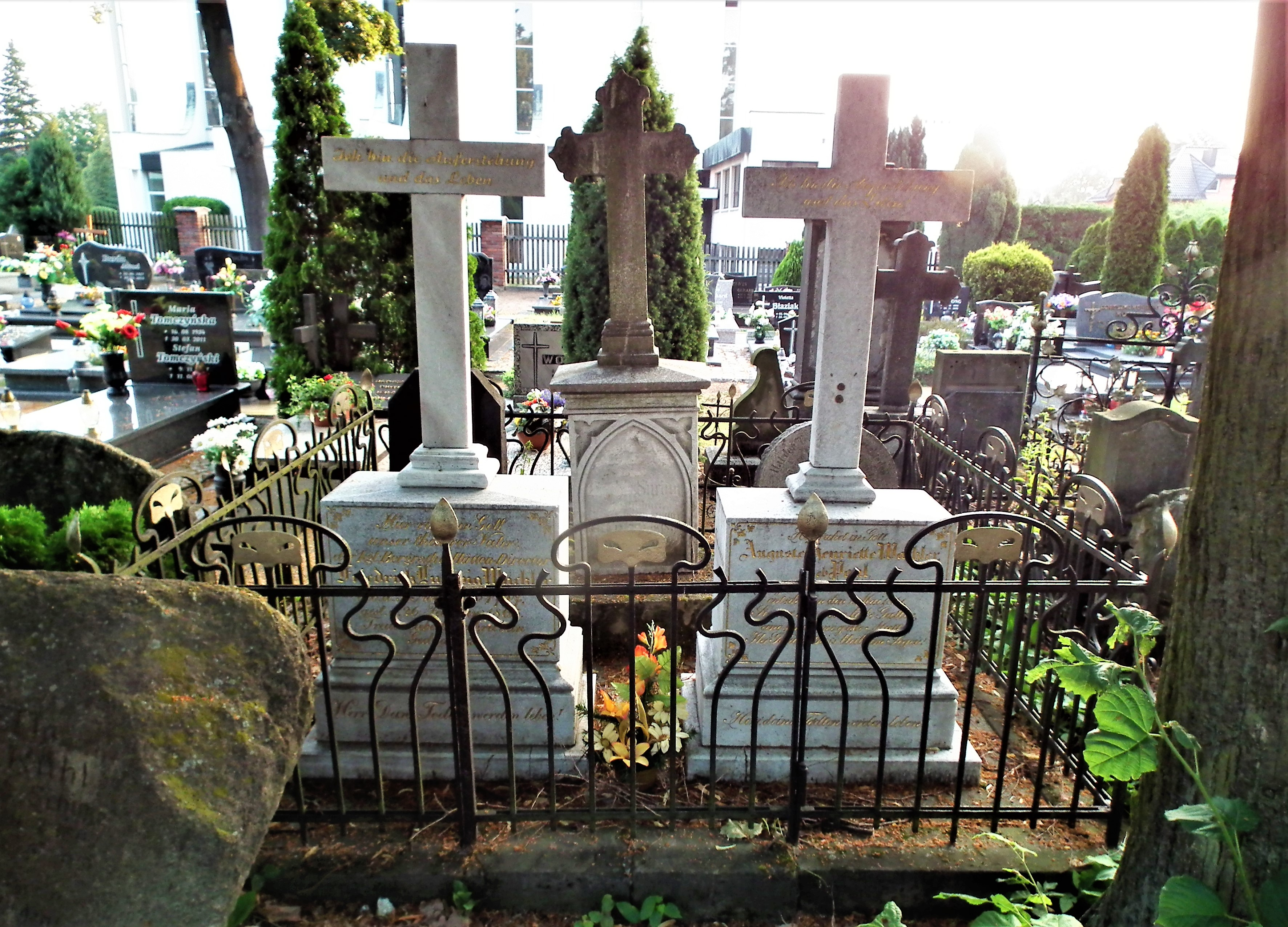
Nagrobek małżeństwa Wachlerów na nowym cmentarzu ewangelickim w Ozimku

- Geschichte des ersten Jahrhunderts der Königlichen Eisenhütten Werke zu Malapane vom Jahre 1753 bis 1854, Głogów, 1856,
- Eisen-Erzeugung Oberschlesiens, Opole, 1847,
- Zeitschrift für das Berg- Hütten- und Salinenwesen in dem Preußischen Staate, 1855[2].

## Rodzina
W 1827 w Rybniku ożenił się z Henriettą Augustą, córką Heinricha Paula, nadinspektora hutniczego z Zagwiździa i Sophie Krigar z Ozimka. Miał dwóch synów:
- Richarda (ur. 28 października 1829 w Ozimku, zm. 11 grudnia 1879 w Gliwicach, autora nowatorskiej metody formowania odlewów w glinie),
- Paula (ur. 14 lutego 1834 w Ozimku, zm. 13 maja 1912 w Eisleben, posła w Berlinie, bankiera, założyciela Opolskiej Izby Handlowej)[1].